# Alphonse Decuyper
Alphonse Decuyper (ur. 3 kwietnia 1877, zm. 7 czerwca 1937) – francuski piłkarz wodny, medalista olimpijski Letnich Igrzysk Olimpijskich 1900 w Paryżu.
Wraz z drużyną Libellule de Paris zdobył brązowy medal w piłce wodnej.